# As (tidning)
As är en spansk daglig sporttidning med förmiddagsdistribution som ges ut av Grupo PRISA.
As grundades 1967 av Luis Montiel Balanzat och är den mest lästa sporttidningen i Madrid och den näst största sporttidningen i Spanien, såväl i upplaga som i försäljning och distribution.
Webbplatsen "as.com" upptar tredje plats räknat efter antalet besök i klassificeringen av nationella tidningar.

## Historia
Tidningen grundades 1967 under namnet av en tidigare utgivning Semanario Gráfico As som utgavs mellan 1932 och 1936. Familjeförlaget Montiel, som då leddes av Luis Montiel Balanzat, bestämde sig för att utnyttja den nya presslagen 1966 för att lansera en dagstidning med namnet, "Diario As", som konkurrerade direkt med  Marca på nationell nivå. Det första numret kom ut den 6 december 1967 tillägnad spelaren Manuel Santana och boxaren  "Sombrita". Luis González de Linares var tidningens första diektör. Under 1990-talet blev As den första tidningen med alla sidor i färgtryck och den näst mest sålda sporttidningen i Spanien.
Efter några år med förluster för sporttidningen, gav Montiel-koncernen 1993 ut flera publikationer, bland vilka återfanns As. Parallellt planerade PRISA Group att lansera en ny sporttidning, men försäljningen av As gjorde att företaget fick använda alla sina ansträngningar för köpet av tidningstiteln, som även Zeta Group var intresserad av. Slutligen sålde Vicente Montiel tidningen As till PRISA den 12 juli 1996. Det nya företaget skulle behålla samma besättning av arbetare som under Montiel, förutom i ledande befattningar som Julián García Candau skulle lämna ifrån sig för att ersättas av Alfredo Relaño. Å andra sidan blev Vicente Montiel styrelsens ordförande och bland tidningens signaturer började framträda journalister som också arbetade på El País, Cadena SER eller Canal+ España.
As är den mest lästa sporttidningen i Madrid och är den näst största sporttidningen i Spanien efter Marca - såväl i upplaga som i försäljning och distribution.